# Шаховской, Николай Владимирович
Князь Николай Владимирович Шаховской (17 февраля 1856 — 1 сентября 1906, Санкт-Петербург) — русский государственный деятель, историк и экономист, литературовед, автор сатирических стихов.

## Биография
Окончил Пятую Московскую гимназию и историко-филологический факультет Московского университета. Своим учителем считал славянофила Никиту Петровича Гилярова-Платонова, изучению жизни и творчества которого после смерти последнего в 1887 году Шаховской отдавал всё свободное от службы время; опубликовал полтора десятка статей о нём, многие его сочинения и письма.
15 марта 1880 года поступил на службу по министерству народного просвещения, но затем 1 февраля 1881 году перешёл в МИД с прикомандированием к московскому архиву. Вскоре после этого (26 августа 1881 года) причислен к МВД. Занимал ряд постов:
11 июля 1885 года назначен директором Эстляндского Комитета Общества попечения о тюрьмах, 15 декабря 1889 года — чиновник по особым поручениям VI класса при МВД. 1 августа 1894 года — цензор Московского цензурного комитета, а 21 декабря 1898 года — председатель Петербургского цензурного комитета.
С 13 декабря 1899 года — член Совета, с 1 января 1900 года — и. о. начальника Главного управления по делам печати (ГУпДП), с 15 июня 1900 года и. д. начальника ГУпДП (1 февраля 1901 года утвержден в должности). 25 апреля 1902 года назначен членом совета министра внутренних дел.
Во время первой русской революции стал членом Русского Собрания и других монархических организаций.
25 августа 1906 года приехал на дачу П. А. Столыпина для того, чтобы просить себе отпуск. Был тяжело ранен при взрыве на даче Столыпина. Скончался от заражения крови 1 сентября 1906 года.

## Сочинения
- Земские повинности в Эстляндской губернии. Ревель : тип. Эстлянд. губ. правл., 1888.
- Никита Петрович Гиляров-Платонов : Крат. публицист. очерк. Ревель : тип. «Рев. изв.», 1893.
- Сельскохозяйственные отхожие промыслы. Москва : тип. т-ва И. Д. Сытина, 1896.
- Легенда и первая народная книга о Фаусте. Москва, 1897
- Частное землевладение в Южно-Уссурийском крае. Санкт-Петербург : тип. Спб. градоначальства, 1899.
- Земледельческий отход крестьян. Санкт-Петербург : тип. В. Ф. Киршбаума, 1903
- Московское восстание. (Декабрь, 1905 г.) : По данным революционеров. Санкт-Петербург : тип. Г. Скачкова, 1907.